# Der Freiheitskampf
Der Freiheitskampf (kurz auch Freiheitskampf) war eine nationalsozialistische Tageszeitung und gleichzeitig amtliche Zeitung der NSDAP im Gau Sachsen. Sie erschien vom 1. August 1930 bis zum 8. Mai 1945 nahezu täglich, zunächst im Verlag Der Freiheitskampf GmbH, ab 1. August 1931 im NS-Gauverlag Sachsen GmbH. Herausgeber war seit dem 17. November 1930 der sächsische Gauleiter der NSDAP, Martin Mutschmann. Verlagsgeschäftsführer war von 1931 bis 1945 Hans Hornauer.
Im Rahmen mehrerer Forschungsprojekte sind die fast vollständig erhaltenen Ausgaben durch die Sächsische Landesbibliothek – Staats- und Universitätsbibliothek Dresden (SLUB) im Umfang von etwa 66.000 Seiten mikroverfilmt und digitalisiert worden. Sie sind seit November 2021 für wissenschaftliche Zwecke vollständig über das Internet einsehbar.
„Der Freiheitskampf“ war seit 2017 Gegenstand eines vom Freistaat Sachsen geförderten umfassenden Forschungsprojektes am Hannah-Arendt-Institut für Totalitarismusforschung (HAIT), was von diesem inzwischen eigenständig fortgeführt wird: Mit Hilfe einer orts-, sach- und personenbezogenen Datenbank sollen unter anderem die vielfältigen (auch gegenseitigen) Abhängigkeiten im NS-Staat (Partei, Behörden, Bevölkerung) anhand dessen eigener und kontrollierter Veröffentlichungen abgebildet werden.

## Geschichte

### Umfang
Die 15 Jahre währende Geschichte der NS-Zeitung führte von einem zunächst „flugblattähnlichen Kampfblatt“ der NSDAP bis 1933 zu einer bis zu über 40 Seiten umfassenden und lokal differenzierten Zeitung. Regelmäßig erscheinende regionale Ausgaben gab es für die Kreishauptmannschaften Bautzen, Chemnitz, Dresden, Leipzig und Zwickau. Darüber hinaus gab es regelmäßig Beilagen. Diese richteten sich an verschiedene Gruppen, z. B. Hitlerjugend, Frauen oder Verwaltungsangestellte, und wurden wiederkehrend eingefügt. Zudem erschienen wöchentliche Beilagen: „Sächsischer Sonntag“ und „Unser Reich“. Im späteren Kriegsverlauf wurde sein Umfang wieder eingeschränkt, 1943 wurden die traditionsreichen Dresdner Nachrichten auf ihn verschmolzen. In den letzten Kriegswochen des Zweiten Weltkrieges waren es erneut nur vier oder sogar nur zwei Seiten, wobei ab 16. Februar 1945 auch die Dresdner Zeitung stillschweigend übernommen wurde, so dass „Der Freiheitskampf“ bis zum Ende des Zweiten Weltkrieges die einzige noch erscheinende Tageszeitung in Dresden war.

### Inhalte
„Der Freiheitskampf“ hatte im Verlauf seiner 15-jährigen Herausgabe nicht nur Veränderungen hinsichtlich des Umfangs, sondern auch hinsichtlich der inhaltlichen Gestaltung. Während bis 1933 massive (polemische und häufig bösartige) Kritik an regionalen Verwaltungsstrukturen und Persönlichkeiten der sogenannten „Systemzeit“ der Weimarer Republik geübt wurde, markierten die folgenden Jahre einen deutlichen Wendepunkt in der Berichterstattung der Tageszeitung: Dabei wurde auf die bis dato ausgesprochen aggressive Wortwahl zugunsten einer verhältnismäßigeren Rhetorik verzichtet – wenngleich aus heutiger Sicht sie unvermindert provokativ blieb. Auf dieser Basis konnte „Der Freiheitskampf“ selbst bürgerliche Kreise der Großstädte erreichen.
Die Kritik an regionaler Verwaltungsarbeit wurde nach der Machtübernahme der Nationalsozialisten zunehmend von Artikeln über internationale und nationale Politik abgelöst, wobei Ausführungen zu gesamtgesellschaftlichen Veränderungsstrategien deutlich in den Vordergrund rückten und so – neben einem umfangreichen Anzeigenteil – ein breites Informationsspektrum boten. Insbesondere an jenen Stellen, wo die nationalsozialistische Ideologie in regionale Machtstrukturen diffundieren sollte, wird das Potential des Regionalblattes deutlich: Während Verbote konkurrierender Presseerzeugnisse unmittelbar nach der Machtübernahme und die Funktion als Amtsblatt begünstigend auf die Etablierung des „Freiheitskampfes“ als führende Tageszeitung in Sachsen wirkte, fand zugleich eine sukzessive Erweiterung des Leserkreises über die bisherige Zielgruppe der überzeugten Nationalsozialisten hinaus statt. Die Veränderung der Klientel hinterließ deutliche Spuren in der Berichterstattung. Das machte sich auch auflagenseitig bemerkbar, „Der Freiheitskampf“ überflügelte in Dresden schließlich auch die bis dahin auflagenstärkste Dresdner Tageszeitung, die „Dresdner Neueste Nachrichten“.
Dabei blieb die Tageszeitung offensichtlich und primär ein Propagandablatt, dennoch, so das Forschungsprojekt des HAIT, schimmern in der Wortwahl der jeweiligen Artikel tatsächlich immer wieder öffentlich geführte Kontroversen durch: „Die nationalsozialistische Ideologie war – trotz Verfolgung und Ausschaltung politischer Gegner – nicht widerspruchslos, quasi automatisiert in der Gesamtbevölkerung zu etablieren.“ Dabei wurden Kontroversen nicht nur in Hinblick auf ideologische Aspekte deutlich, sondern ebenso anhand anderer staatlicher Eingriffe in das Alltagsgeschehen.
Der Historiker Thomas Widera zeigte in einem Vortrag die Durchsetzung von Rassismus und Antisemitismus am Beispiel von Ausgaben des „Freiheitskampfes“ von 1935 auf:

„Während des Frühjahrs und Sommers 1935 wurde im Vorfeld des Nürnberger Parteitages der NSDAP im September die rassistische Hetze in der Tagespresse verschärft, um die antisemitischen Rassengesetze propagandistisch vorzubereiten. Am 24. Mai 1935 (S. 33) war „Der Freiheitskampf“ aus Anlass des Sachsentreffens mit einer 40seitigen Sonderbeilage versehen, die eine klare Kampfansage enthielt: „Der Nationalsozialist ist Antisemit“. Am 18. Juli veröffentlichten die Nationalsozialisten mit großen Schlagzeilen auf der ersten Seite im „Freiheitskampf“ die Namen sogenannter „Rasseschänder“. Den Beginn des Weges in die Ghettos und Vernichtungslager ebneten die Partikular-Verordnungen lokaler Behörden: „Der Freiheitskampf“ druckte am 21. Juli (S. 21) unter der Überschrift „Juden unerwünscht!“ Leserbriefe mit der Aufforderung ab, ein Verbot des Besuches von Schwimmbädern in Dresden durchzusetzen. Die Dresdner Stadtverwaltung reagierte umgehend und wenige Tage später (24. Juli, S. 3) triumphierte „Der Freiheitskampf“: „Die städtischen Bäder endlich judenfrei!“ Am 6. August wurden wieder auf der ersten Seite Namen veröffentlicht, diesmal mit den Anschriften der Angeprangerten – ein unmissverständlicher Aufruf zur Gewaltanwendung im sozialen Umfeld. Victor Klemperer notierte bedrückt in seinem Tagebuch am 11. August 1935: ‚Die Judenhetze ist so maßlos geworden, weit schlimmer als beim ersten Boykott, Pogromanfänge gibt es da und dort, und wir rechnen damit, hier nächstens totgeschlagen zu werden. Nicht durch Nachbarn, aber durch nettoyeurs [frz. Säuberer, der Autor], die man da und dort als ‚Volksseele‘ einsetzt.‘“

Die Ausrichtung der Wirtschaft auf die Erfordernisse des künftigen Krieges, die ideologische Indoktrination der Bevölkerung und der Beginn des Zweiten Weltkrieges führten zu einer weiteren Veränderung: Neben die ausdrückliche Kriegsberichterstattung trat eine auf Frauen bezogene Verstärkung und Überformung von Prämissen der nationalsozialistischen Ideologie. „Der Freiheitskampf“ richtete sich explizit an seine Leserinnen und orientierte sich
verstärkt an ihren Interessen.
Der sich weiter ausweitende Luftkrieg über Deutschland, die ersten Luftangriffe auf Dresden 1944 und Anfang 1945 und auch besorgte Überlegungen hinsichtlich des Luftschutzes in Dresden führten allerdings auch zu folgendem Zitat in „Der Freiheitskampf“:

„Was würde die Kölnerin wohl heute zur Lage der Dresdnerin sagen? ›Reg’ dich nicht auf, liebe Dresdnerin! Betonbunker, Panzersperren und Sprenglöcher an allen Brücken haben wir schon im Frieden kennengelernt. Die Schutzmaßnahmen haben uns am Rhein stets sehr beruhigt und es uns ermöglicht, in Sicherheit vorm Feinde zu leben. Deshalb, liebe Dresdnerin, gewöhn’ Dich an alles, was Männer für dich tun. Vaterlandsliebe fängt im starken Herzen an. Laß es dir nicht von Schwarzhörern, Angsthasen und Gerüchtemachern schwach schwätzen.‹“

Genau diese Ausgabe des Freiheitskampfes vom 14. Februar 1945 allerdings, in der ein beschwichtigender Artikel erscheinen sollte, aus dem dieses Zitat entnommen wurde, ist (und konnte) nicht ausgeliefert worden: In der der Auslieferung vorhergehenden Nacht vom 13. zum 14. Februar 1945 war das historische Dresden im Feuersturm untergegangen. Gerade auf Grund völlig unzureichender Luftschutzmaßnahmen verloren in dieser Nacht mehrere Tausend Dresdner ihr Leben.

### Zäsur nach den Luftangriffen auf Dresden am 13.–15. Februar 1945
Nach dem 16. Februar ging allerdings „Der Freiheitskampf“ bei weiterer Reduktion seiner Druckseiten (wie in seinen Anfangsjahren) erneut zur (extremen) Propaganda über, in dem er beispielsweise offen zur Denunziation und, wie in seinen Anfangsjahren, zur körperlichen Vernichtung nunmehr aller (inneren) Gegner des NS-Regimes (vorrangig bezeichnet als „Schwätzer“, „Defätisten“ und „Deserteure“) aufforderte. So in der Ausgabe am 19. Februar 1945: „Keine Gefährdung unserer Kampfkraft. Feiglinge und Eigennützige kommen vor Standgerichte … Jeder Wehr- oder Arbeitspflichtige, der sich nicht meldet, sollte als Deserteur behandelt werden … Hier muss jeder mithelfen. Es gilt feindliche Agenten und Fahnenflüchtige zu fassen“. Am 16. April 1945 wurde Dresden zur Festung erklärt und noch am 2. Mai 1945 (Adolf Hitler und Joseph Goebbels hatten bereits Suizid begangen) schrieb „Der Freiheitskampf“: „Die schlimmsten Feinde sind die Schwätzer und Gerüchtemacher unter uns. Faßt sie, wehrt Euch gegen diese Lumpen. Habt den Mut und die Zivilcourage, diese Volksverräter – ganz gleich, welchen Rang oder welche Stellung sie bekleiden – zu melden, damit sie unschädlich gemacht werden können.“
Letztmals erschien „Der Freiheitskampf“ am 8. Mai 1945. Auf der Titelseite erschien ein Aufruf von Gauleiter Martin Mutschmann, die Teilkapitulationen in Reims und in Norditalien zu ignorieren und weiterzukämpfen. Soweit in der zerstörten Stadt das Blatt noch Abonnenten erreichte: Am 7. Mai 1945 abends war die Rote Armee in den Norden Dresdens vorgedrungen, setzte in der Nacht zum 8. Mai 1945 über die Elbe und besetzte Dresdens Altstadt am 8. Mai 1945 gegen 11.00 Uhr.

### Chefredakteure („Hauptschriftleiter“)
Erster verantwortlicher Schriftleiter war 1930 Heinrich Bennecke, der zuvor bereits die Schriftleitung des Sächsischen Beobachters innehatte, einer Wochenzeitung aus dem Kampfverlag von Gregor und Otto Strasser. Danach war vom 1. November 1930 bis zum 11. Dezember 1931 Arno Franke Hauptschriftleiter des Freiheitskampfes. Nach erbitterten innerparteilichen Querelen trat er im Frühjahr 1932 öffentlichkeitswirksam aus der NSDAP aus und veröffentlichte kurz vor der Reichstagswahl vom 31. Juli 1932 unter dem Titel Das Doppelgesicht der NSDAP eine scharfe Abrechnung mit seiner ehemaligen Partei.
Ihm folgte als Hauptschriftleiter bis 1945 Kurt Hoffmeister, der nach Angaben von Walter Weidauer engster Vertrauter von Gauleiter Martin Mutschmann war. Hoffmeister gelang es, so Weidauer, sich nach dem Ende des Zweiten Weltkrieges in die Westzonen abzusetzen, und er soll nach seinen Angaben in den späten 1940er und 1950er Jahren maßgebliche Positionen, u. a. als „verantwortlicher Schriftleiter für den politischen Teil des ‚Wiesbadener Kurier‘“ innegehabt haben.

## Forschungsprojekt des „Hannah-Arendt-Instituts für Totalitarismusforschung“
Zunächst ab 2017 im Rahmen eines Verbundprojektes, das von der Sächsischen Akademie der Wissenschaften unter dem Titel Virtuelle Archive für die geisteswissenschaftliche Forschung koordiniert wurde, und das am 31. Januar 2020 endete, brachte sich das „Hannah-Arendt-Institut für Totalitarismusforschung e. V.“ (HAIT) mit seinem Projekt ein.

### Ausgangspunkte
Ein Ausgangspunkt war, dass der Zeitungsbestand der erhaltenen Ausgaben des „Freiheitskampfes“ durch die Sächsische Landes- und Universitätsbibliothek (SLUB) mit dem im Stadtarchiv Dresden und dessen erhaltene Ausgaben im Rahmen anderer Forschungsprojekte bereits in den 1990er Jahren zusammengeführt wurde und dieser Bestand als Mikroverfilmung archiviert vorlag. Zwischenzeitlich hatte das Digitalisierungszentrum der SLUB begonnen, die Mikrofilme zur Langzeitarchivierung zu digitalisieren und die Bilddaten im hochauflösenden, druckfähigen und verlustfreien TIFF-Bildformat gespeichert. Diese Digitalisate bildeten einerseits die Grundlage für das HAIT-Projekt. Mehrere noch existierende Lücken im Zeitungsbestand konnten andererseits durch Recherchen in regionalen Archiven weitgehend geschlossen werden. Auf diese Weise stehen die fast 15 Jahre andauernden nahezu täglichen Ausgaben des „Freiheitskampfes“ fast lückenlos zur Verfügung.
Ein weiterer Ausgangspunkt war, dass einerseits durch gezielte Aktenvernichtung und andererseits die Kriegsereignisse im Frühjahr 1945 ein Großteil der Informationen zur Nationalsozialistischen Deutschen Arbeiterpartei (NSDAP) in Sachsen unwiderruflich verloren gegangen war. Dadurch sind erhebliche Informationsverluste entstanden, für die es zwischen 1945 und 1990 keine oder bestenfalls lokale Versuche gab, diese zu schließen: Dies war auch ideologisch nicht erwünscht. Und schließlich vollzog sich in Sachsen schon vor 1933 in kürzester Zeit eine Wandlung von einer Hochburg der Sozialdemokratie bereits im Kaiserreich (Rotes Königreich) zu einem der aktivsten und ehrgeizigsten Gaue im nationalsozialistischen Deutschland. Diese Entwicklung ist ebenso befremdlich wie interessant und wirft gleich mehrere Forschungsfragen auf. Die Inhalte des „Freiheitskampfes“ spiegeln dabei außerdem Machtstrukturen und Alltagsgeschehen wider und geben tiefergehende Einblicke in gesamtgesellschaftliche Interaktionen, die weit über stereotype Erwartungen an ein Propaganda-Blatt hinausgehen. Der „Freiheitskampf“ bietet demnach reichhaltiges Potential für eine systematische Erschließung.

### Sondierungsprojekt ab 2009
Idee des HAIT war demzufolge, ob es möglich ist, die forschungsseitig empfindlichen Lücken durch den Aufbau einer (oder mehrerer) Forschungsdatenbank(en) unter Nutzung des 66.000 Seiten umfassenden Bestandes des „Freiheitskampfes“ zu schließen: Ob teilweise, weitgehend oder vollständig, musste dabei zunächst offen bleiben. Das HAIT konnte zunächst methodisch 2009 ein Sondierungsprojekt unter Leitung von Thomas Widera starten, welches bereits das Ziel hatte, eine Datenbank zu schaffen, die eine Erschließung dieses außerordentlich umfangreichen Bestandes des „Freiheitskampfes“ zur Geschichte des Nationalsozialismus erleichtern sollte. Dabei sollte über die Digitalisierung hinaus ein an inhaltlichen Kriterien orientierter Zugang realisiert werden. Als „Sondierungsprojekt“ war allerdings nur die Machbarkeit an sich zu prüfen, die Methodik als solches konnte nur angearbeitet werden.
Da zu Beginn des Projektes eine fehlerfrei funktionierende Volltexterkennung des überwiegend in Frakturschrift gedruckten „Freiheitskampfes“ noch nicht zur Verfügung stand und der Gesamtbestand inhaltlich nicht vollumfänglich überblickt werden konnte, orientierte sich die Erschließung zunächst an institutsinternen Forschungsinteressen. Aus diesem qualitativen Ansatz wurden insgesamt sechs übergeordnete Kategorien (Themen) abgeleitet und im Laufe der Erschließung zunehmend ausdifferenziert. Im Projektverlauf wurde deutlich, dass diese Zeitung nicht nur wertvolle Informationen über das Tagesgeschehen an sich, sondern auch über Personen enthält. Dabei wurden Personen zunächst grundsätzlich namentlich erfasst, doch legte die Informationsdichte über verschiedene Funktionsträger eine Erweiterung des Projektes um eine zusätzliche Personendatenbank nahe.
Ergebnis war, dass eine Datenbank als ein computergestütztes Findmittel entstand, die eine gezielte Open-Access-Suche nach Daten und Ereignissen zur regionalen Geschichte des Nationalsozialismus in dem rund 66.000 Blatt umfassenden Zeitungsbestand und den Zugriff auf ausgewählte Texte durch Verlinkung mit den Digitalisaten gestattet. Die inhaltliche Erschließung der Tageszeitung und die Verknüpfung der aggregierten Daten mit anderen Datenbeständen erweiterte historische Untersuchungen zum Nationalsozialismus in Sachsen um das Wissen über Struktur und Organisation diktatorischer Herrschaft. Sie zeigen die Akteure bei der Ausprägung und Ausgestaltung der NS-Herrschaft im jeweiligen sozialen Umfeld. Die Personendatenbank wurde ebenfalls „progressiv“ angelegt: Vorrangig werden hier personenbezogene Angaben (Name, Vorname, Geburtstag und -ort etc.) aus den verschiedenen Beiträgen gesammelt, darüber hinaus Parteizugehörigkeit und -funktionen, z. T. sogar verwandtschaftliche Zusammenhänge. Anhand der Daten lassen sich Karrieren von bislang unbekannten oder unzureichend untersuchten regionalen Parteifunktionären detailliert nachzeichnen.

### Datenbankaufbau ab 2017, Freigabe der Digitalisate ab 2021
Ab 2017 wurde dies präzisiert und über eine institutsinterne Nutzung hinaus erweitert: Bei der Verschlagwortung und Personenzuordnung wird nunmehr auf die Gemeinsame Normdatei sowie bei der Ortsidentifikation auf das Historische Ortsverzeichnis von Sachsen zurückgegriffen. Die Datenbank enthält überdies neben feststehenden Informationen wie der Datumsangabe und der Artikelüberschrift ergänzende Hinweise zum Inhalt des jeweiligen Artikels. Anders als bei der konkreten Suche nach Pressebeiträgen zu bestimmten Ereignissen ermöglicht die Datenbank auch die systematische Abfrage gemäß der thematischen Zuordnung in die Kategorienstruktur und somit eine analytische Perspektive auf historische Zusammenhänge. Für die öffentliche Suche sind die Jahrgänge 1930–1938 freigeschaltet. (Stand September 2023)
Seit November 2021 sind die Digitalisate der einzelnen Ausgaben im Internet komplett einsehbar (bis dahin nur mit Zugangsberechtigung im Lesesaal), die entsprechenden Links sind dem Blogeintrag (siehe Einzelnachweis) zu entnehmen.
In Zusammenarbeit mit der SLUB arbeitet man derzeit an weiteren digitalen Optionen: In der Perspektive soll das HAIT-Projekt in Kooperation mit der SLUB durch eine Volltextsuche im Gesamtbestand der Tageszeitung „Der Freiheitskampf“ ergänzt werden. Sobald die Texterkennung realisiert ist, kann das bislang qualitativ angelegte Projekt um diese quantitative Dimension erweitert und so das geschichtswissenschaftliche Analysespektrum aufgefächert und interdisziplinär geöffnet werden.